# Crosta continentale

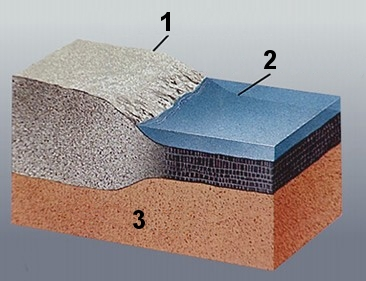
1) crosta continentale
2) crosta oceanica
3) astenosfera

La crosta continentale è la parte di crosta terrestre posta al di sotto delle aree continentali e di alcune aree, limitate e poco profonde, coperte da acque. La crosta continentale si differenzia, sia per proprietà fisiche che per composizione chimica, dalla crosta oceanica e dal sottostante mantello, dal quale è limitata inferiormente dalla discontinuità di Mohorovičić.

## Proprietà fisiche

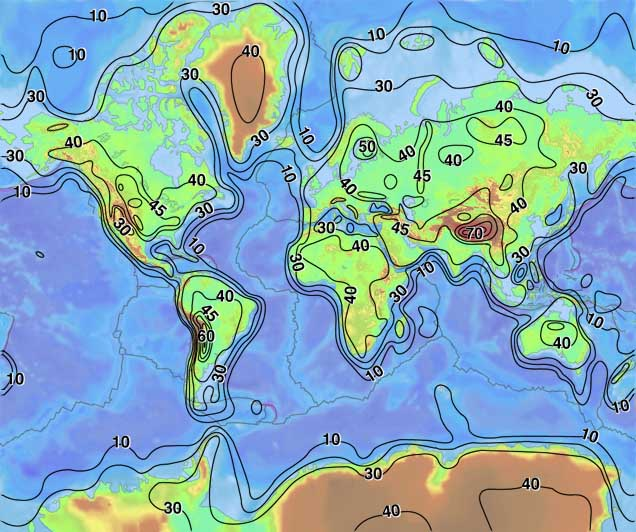
Spessore della crosta terrestre (in km)

La crosta continentale copre circa il 40% della superficie terrestre; ha una massa pari a circa il 3 per mille della massa della Terra e uno spessore medio di 35 km con variazioni da 20 km (nelle aree della piattaforma continentale poste sotto del livello del mare) a 70 km (al di sotto delle principali catene montuose).
Per quanto riguarda la densità, la crosta terrestre è uno strato più leggero di quelli sottostanti e, nelle zone continentali, ha una composizione generalmente simile al granito. La densità media aumenta con la profondità: è pari a 2,6 kg/dm³ nelle rocce superficiali, 2,8 kg/dm³ nei basamenti sottostanti ai continenti, raggiungendo 3,3 kg/dm³, i massimi valori registrati nelle rocce conosciute.

## Composizione
Mentre la crosta oceanica è caratterizzata da omogeneità compositiva in cui predominano rocce magmatiche basiche (basalti e gabbri), la crosta continentale è molto eterogenea. Presenta una parte superiore costituita da rocce sedimentarie, magmatiche acide (graniti e granodioriti) e metamorfiche (filladi, micascisti, gneiss), e una parte profonda in cui sono presenti gabbri, granuliti (mafiche e felsiche) e, talvolta, le eclogiti. In molte aree la copertura sedimentaria è presente con spessori che possono giungere a qualche chilometro ma comunque minoritaria volumetricamente rispetto alle rocce magmatiche e metamorfiche. La grande varietà di associazioni di rocce si manifesta nella crosta continentale con una marcata eterogeneità sia verticale che laterale. 
La crosta continentale si differenzia in due distinte porzioni: la crosta superiore e la crosta inferiore. La prima, caratterizzata da uno spessore di circa 20-25 km è costituita da rocce complessivamente meno dense, e comprende la soprastante copertura sedimentaria. La crosta continentale più profonda, invece, è costituita da rocce ignee e metamorfiche. La transizione da crosta superiore a crosta inferiore può essere netta, in presenza della discontinuità di Conrad, oppure graduale, nelle zone in cui il limite tra le due non appare ben definito. 
La discontinuità di Conrad viene definita di "seconda specie" in quanto non sempre, come detto, costituisce un chiaro confine tra crosta superiore ed inferiore, a differenza - ad esempio - delle discontinuità Moho, Gutenberg e Lehman, che vengono dette di prima specie in quanto sempre individuabili al passaggio crosta/mantello, mantello/nucleo esterno, nucleo interno/nucleo esterno. 
Le aree continentali sono costituite da grandi blocchi detti cratoni (dal greco κράτος = forza) a causa della loro stabilità. I sedimenti che ricoprono le aree continentali sono generalmente rocce originate da mari poco profondi (per es., arenarie, argilliti, dolomie e calcari). I cratoni occupano la maggior parte delle aree continentali, estendendosi per il 24% dell'intera superficie terrestre. Vi possiamo distinguere:
- gli scudi continentali o cratoni: sono le aree più antiche della Terra, avendo una età da 3,8 miliardi di anni a 700 milioni di anni. Nel corso del tempo l'erosione le ha trasformate in grandi pianure, talora incurvate a foggia di uno scudo da difesa, da cui il nome. Costituiscono il 6% dell'intera superficie terrestre.
- le piattaforme od orogeni: aree sedimentarie corrispondenti a zone depresse o a conche antichissime, piatte o lievemente inclinate, sovrapposte agli scudi continentali. Costituiscono il 18% dell'intera superficie terrestre.

## Età
Generalmente si ritiene che le parti più antiche dei continenti abbiano circa 3,8 miliardi di anni. La datazione di un cristallo di zircone, rinvenuto nella regione delle Jack Hills in Australia occidentale, a 4,4 miliardi di anni sembra invece dimostrare che la crosta terrestre abbia iniziato a formarsi, senza ulteriori rimescolamenti dei silicati, dopo circa 160 milioni di anni dalla formazione della Terra e circa 100 milioni dall'impatto subito con un pianeta delle dimensioni di Marte, evento che comportò la formazione della Luna e il rimescolamento del magma costituente la Terra.
La crosta continentale resiste notevolmente ai processi che distruggono la crosta oceanica. Per questi motivi la crosta continentale conserva una registrazione dei processi evolutivi e dinamici che sono stati attivi per l'85% della storia della Terra, la cui età si stima in circa 4,6 miliardi di anni, anche se l'evoluzione non si è mantenuta costante nel tempo e non ha conservate le stesse caratteristiche. Ad esempio, in un periodo stimato intorno ai 2,5 miliardi di anni fa, i geologi hanno rilevato un brusco cambiamento, in quanto la composizione della crosta in un'epoca precedente a questa soglia è costituita da elementi meno evoluti (basalto e graniti a prevalenza di sodio), mentre nel periodo successivo alla soglia hanno preso il sopravvento i graniti a prevalenza di potassio. Questo radicale mutamento si può addebitare agli stravolgimenti causati dalla tettonica a zolle, che hanno portato all'emersione di vaste parti della crosta continentale (si stima almeno il 50 per cento), mentre da allora l'innalzamento sia dei bacini sia della base continentale è rimasta, a grandi linee, stabile.
I cicli della tettonica orchestrano l'evoluzione della crosta: nel periodo in cui un grande continente, come Pangea, si frammenta, è possibile che si plasmi una nuova crosta continentale mentre una parte di quella oceanica, per "anzianità" va in subduzione; viceversa, quando i continenti tendono a riavvicinarsi e a riunificarsi si forma nuova crosta, grazie alle rocce delle catene di vulcani che si accumulano ai confini dei continenti.